# غريغ جونسون (مغني)
غريغ جونسون (بالإنجليزية: Greg Johnson)‏ هو مغني نيوزيلندي، ولد في 1968.

## وصلات خارجية
- غريغ جونسون على موقع ميوزك برينز (الإنجليزية)
- غريغ جونسون على موقع ديسكوغز (الإنجليزية)